# Nakartse

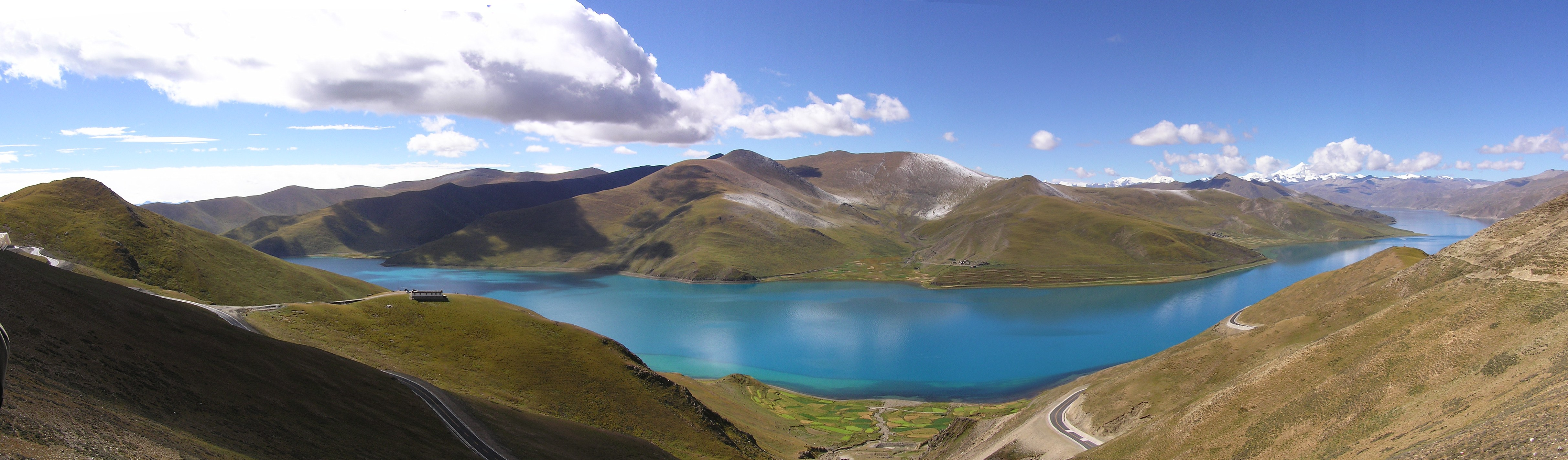
Zicht op het meer Yamdrok vanaf de bergpas Gampa La

Nakartse Dzong, Chinees: Nagarzê Xian is een arrondissement in het noordoosten van de prefectuur Lhokha (Shannan) in de Tibetaanse Autonome Regio, China. Het heeft een oppervlakte van 8109 km². In 1999 telde het arrondissement 33.410 inwoners.
De gemiddelde jaarlijkse temperatuur is 2,5 °C en jaarlijks valt er gemiddeld 328,4 mm neerslag. In het arrondissement staat het Tibetaanse klooster Samding en bevindt zich het meer Yamdrok.